# Humberto Elgueta
Humberto Elgueta (? - 28 de novembre de 1976) fou un futbolista xilè.

## Selecció de Xile
Va formar part de l'equip xilè a la Copa del Món de 1930.